# Сіґімото Сіґео
Сіґімото Сіґео (яп. 杉本 茂雄, нар. 4 грудня 1926, Хьоґо — пом. 2 квітня 2002) — японський футболіст, що грав на позиції півзахисника.

## Клубна кар'єра
Грав за команду Hankyu Railways.

## Виступи за збірну
Дебютував 195 року в офіційних матчах у складі національної збірної Японії. У формі головної команди країни зіграв 3 матчі.

## Статистика
Статистика виступів у національній збірній.
| Збірна Японії | Збірна Японії | Збірна Японії |
| Роки          | Ігри          | голи          |
| ------------- | ------------- | ------------- |
| 1951          | 2             | 0             |
| 1952          | 0             | 0             |
| 1953          | 0             | 0             |
| 1954          | 1             | 0             |
| Усього        | 3             | 0             |

## Титули і досягнення
- Бронзовий призер Азійських ігор: 1951